# Fire Within (Rich-Halley-Album)
Fire Within ist ein Jazzalbum von Rich Halley, Matthew Shipp, Michael Bisio und Newman Taylor Baker. Die  am 12. Juli 2023 in den Park West Studios, Brooklyn, entstandenen Aufnahmen erschienen am 1. Dezember 2023 bei Halleys Label Pine Eagle Records.

## Hintergrund
Fire Within ist eine Aufnahme des Saxophonisten Rich Halley mit einem Quartett mit dem Pianisten Matthew Shipp, dem Bassisten Michael Bisio und dem Schlagzeuger Newman Taylor Baker. Bei Halleys dritter Aufnahme mit Shipp, Bisio und Baker – nach Terra Incognita (2019) und The Shape of Things (2020) – spielte die Gruppe fünf Improvisationen.

## Titelliste
- Rich Halley, Matthew Shipp, Michael Bisio, Newman Taylor Baker: Fire Within (Pine Eagle Records)

1. Fire Within 12:50
2. Inferred 14:12
3. Angular Logic 7:08
4. Through Still Air 4:33
5. Following the Stream 15:48

Die Kompositionen stammen von Rich Halley, Matthew Shipp, Michael Bisio und Newman Taylor Baker.

## Rezeption
Nach Ansicht von Mike Jurkovic, der das Album in All About Jazz rezensierte, würde der Saxophonist bei seiner Session mit Shipp, Bisio und Taylor Baker auf jeden Fall eine Menge Staub aufwirbeln. Fire Within sei ein Triumph für das Kollektiv und verfolge das Unbekannte „mit der flexiblen Leichtigkeit und dem Bedürfnis nach Vorwärtsbewegung eines Piraten“. Wie bei einem Feuer nebenan gebe es in den etwa 55 Minuten des Albums keinen Moment, der der Aufmerksamkeit unwürdig wäre; sei es der Tonfall der Stimmen, der Rhythmus des Idioms oder der Ton jedes Instruments, das angeschlagen oder gestreichelt werde – die Chronologie der Schöpfung sei eine mitreißende Geschichte. Und diese Kapitel – „Fire Within“, „Inferred“, „Angular Logic“, „Through Still Air“ und „Following the Stream“ – seien, wenn sie von diesen vier rauen, aber erhebenden Stimmen dargeboten würden, „eine Lektion in Höflichkeit, die wir alle am besten beherzigen“.
Halley beginne „Angular Logic“ solo, aber Shipp sei in der Sekunde, in der er hereinkommt, erkennbar, schrieb Phil Freeman (Ugly Beauty: The Month In Jazz). Ihre Stimmen würden sehr gut zusammenpassen – Halley vermeide die kreischenden Obertöne von Shipps ehemaligem Chef David S. Ware und verleihe der Musik einen bluesigeren Touch, der gut zu Bakers schwungvollem Beat passe, aber das Pianospiel Shipps besitze diese schwere Dunkelheit, die dem ganzen Stück Old-School-Free-Jazz-Gravita verleihe.